# Årdal (Gloppen)
Årdal – wieś w zachodniej Norwegii, w okręgu Sogn og Fjordane, w gminie Gloppen. Wieś leży u ujścia rzeki Årdalselva, na wschodnim brzegu jeziora Breimsvatnet, przy norweskiej drodze krajowej nr 694. Årdal znajduje się 9 km na południe od miejscowości Re i około 28 km na południowy wschód od centrum administracyjnego gminy – Sandane. 
W 2001 roku wieś liczyła 63 mieszkańców.